# Abutilon minarum
Abutilon minarum är en malvaväxtart som beskrevs av Karl Moritz Schumann. Abutilon minarum ingår i släktet klockmalvor, och familjen malvaväxter. Inga underarter finns listade i Catalogue of Life.